# Saint-Saviol
Saint-Saviol – miejscowość i gmina we Francji, w regionie Nowa Akwitania, w departamencie Vienne.
Według danych na rok 1990 gminę zamieszkiwało 526 osób, a gęstość zaludnienia wynosiła 49 osób/km² (wśród 1467 gmin regionu Poitou-Charentes Saint-Saviol plasuje się na 538. miejscu pod względem liczby ludności, natomiast pod względem powierzchni na miejscu 796.).